# トビーン
トビーンことフェリクス・ボネ（Tobeen、本名: Félix Bonnet、1880年7月20日 - 1938年3月14日）はフランスの画家である。1910年代のパリで、パブロ・ピカソやジョルジュ・ブラックらの画家と活動した。

## 略歴
フランス南西部のボルドーで生まれた。父親は装飾画家であったという。ボルドーからはオディロン・ルドン (1840-1916) やアルベール・マルケ (1875-1947) といった前衛的な画家が出ている。父親や別のボルドー出身の画家、エミール・ブルネ (Emile Brunet) から絵を学んだ。しばしばバスク地方に滞在したことでも知られる。姓の「Bonnet」のアナグラムの「Tobeen」という名前で活動した、
1910年にパリに移り、ピカソやブラックといったキュビスムの画家と交流し、ジャック・ヴィヨンやレイモン・デュシャン＝ヴィヨン、マルセル・デュシャンの兄弟たちのキュビスムを志向した美術家のグループ、「ピュトー・グループ」の画家と交流し、1912年のセクション・ドール展には11点の作品を出展した。
第一次世界大戦が始まると、軍務につくが、負傷して、治療を受けた後、退役した。1916年にパリで結婚した。1917年にパリで個展を開いた。1920年から夏はフランス北部の港町、サン＝ヴァレリー＝シュル＝ソンムで過ごすようになり、1924年からそこに定住し、絵のスタイルは写実的なものに変化した。1927年にオランダで個展を開き、オランダの画商が作品を扱うようになり、トビーンの作品はオランダの美術館に多く残されることになった。晩年は画家として注目されることは無くなった。1938年にサン＝ヴァレリー＝シュル＝ソンムで死去した。1960年代に入って他のキュビスムの画家たちとともに再評価された。

## 作品

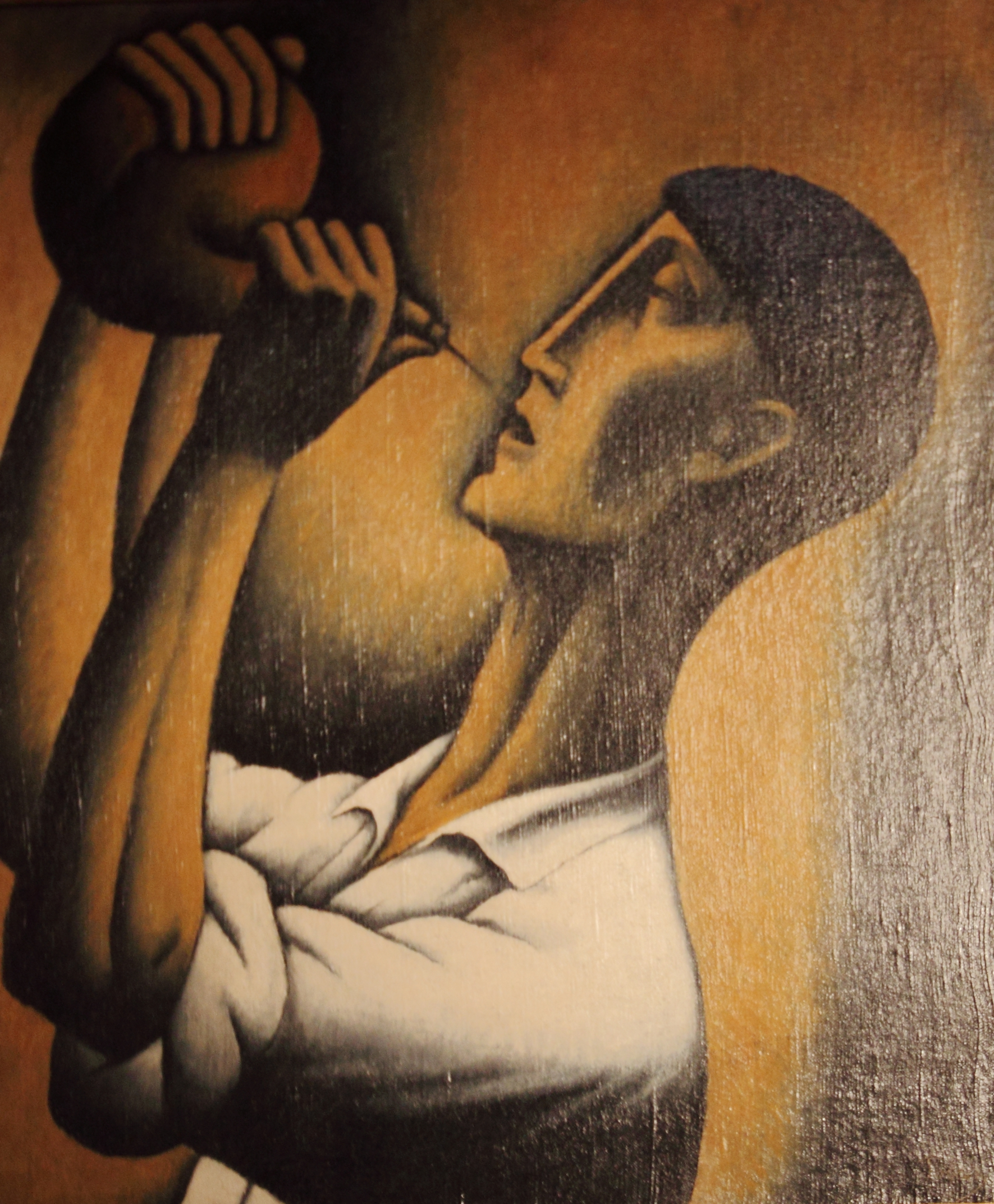
水筒から飲む男
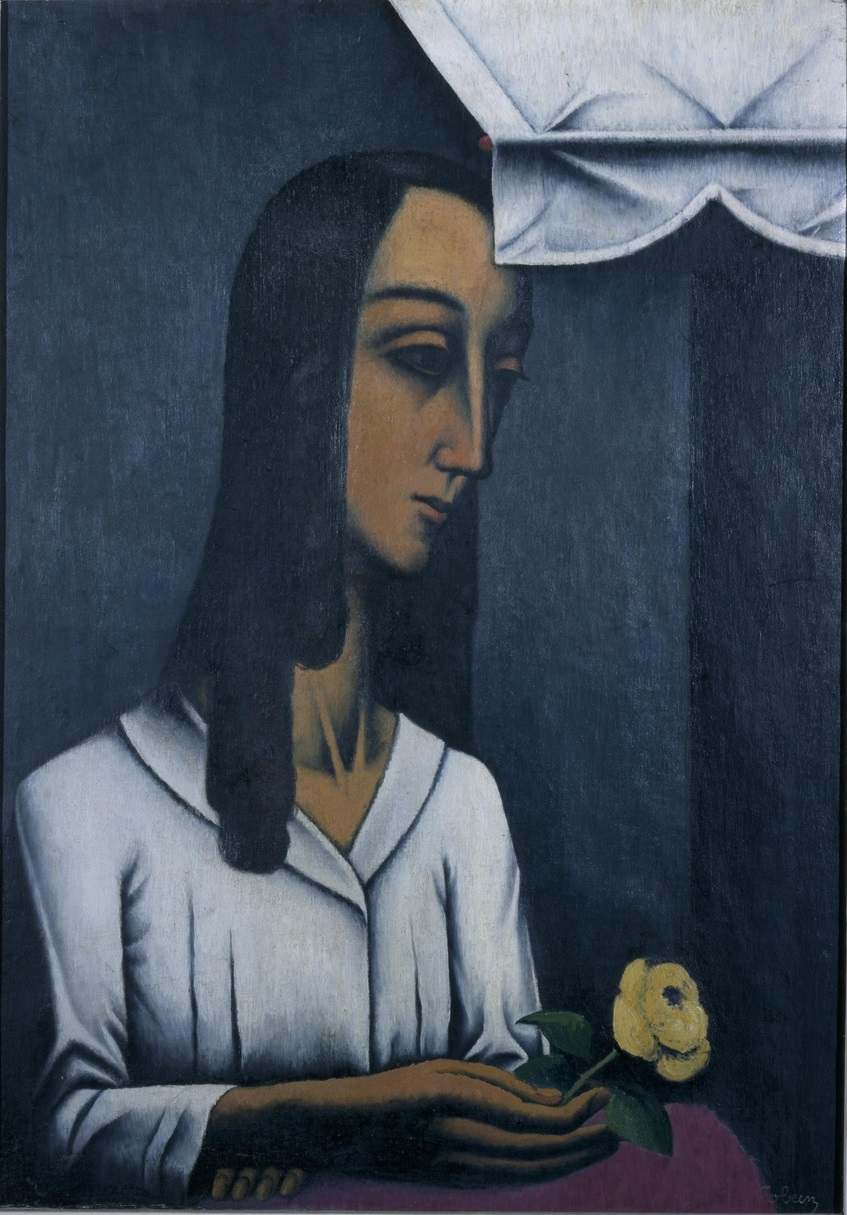
『花を持つ少女』 (c.1920)
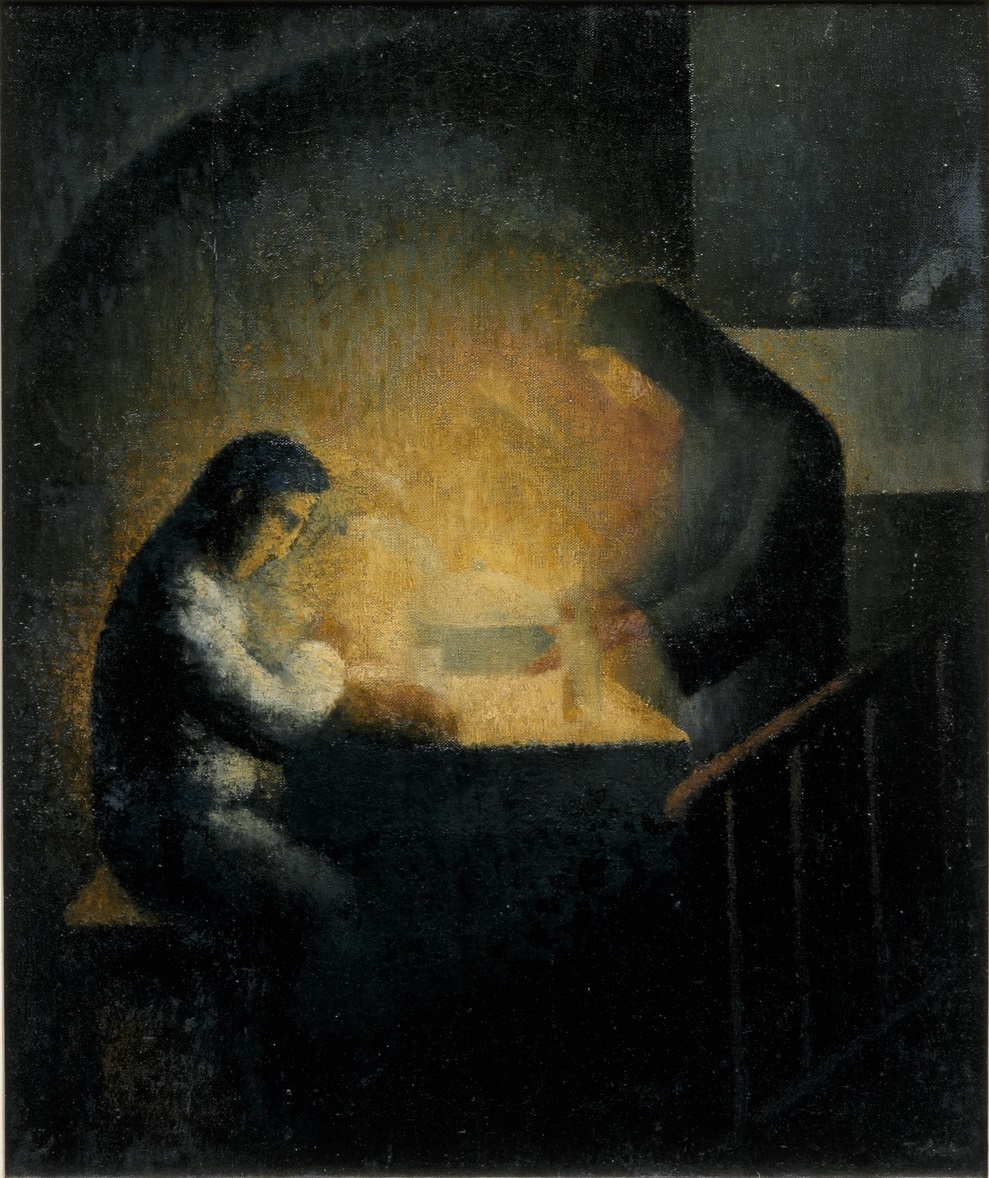
スープ (1925)
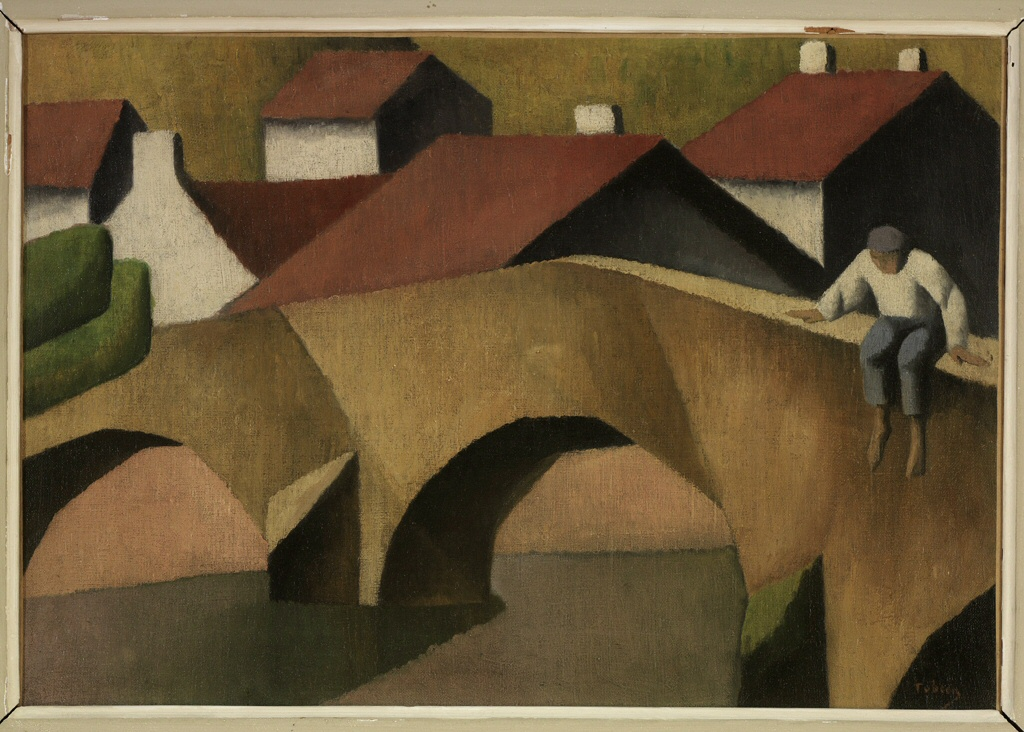
古い橋 (c.1912)

## 出展した展覧会
- 1912年: セクション・ドール展
- 1913年: アーモリーショー（ニューヨーク）
- 1914年: Mánes Union of Fine Arts, Mánes Pavilion, プラハ